# スーパースター・ジェミナイ
スーパースター・ジェミナイ（英: SuperStar Gemini）は2012年にマレーシアのスタークルーズが運航するクルーズ客船。
スタークルーズに移籍される前はノルウェージャン・クルーズラインでドリームウォード（英: Dreamward）、改造後はノルウェージャン・ドリーム（Norwegian Dream）という名前で運航されていた。

## 船歴
クロスター・クルーズによってノルウェージャン・クルーズラインのために発注された2隻のドリームウォード級の1隻である。アトランティーク造船所に発注されたドリームウォード級の計画値は、総トン数約4万、乗客1246人であった。ただし、設計段階より船体延長が考慮されており、 必要に応じて新造船の発注を行うことなく輸送力を増大できる目論見であった。
1992年11月4日に引き渡しを受け、12月5日にドリームウォードと命名された。翌日、エバーグレーズ港より最初の営業となるバミューダ諸島へのクルーズを開始した。その後、ニューヨーク・バハマ間及びフロリダから西インド諸島への航路に就航した。翌年には、姉妹船ウインドウォードが就航している。
当時、この両船の外装は1990年代前半のノルウェージャン・クルーズラインの船に共通する白い煙突に赤と青の横線が船体に塗装されていたが、1998年以前にノルウェージャン・クルーズラインの新しい塗装である濃紺の煙突と白い船体に改められた。
1998年にはブレーマーハーフェンのロイド・ヴェルフトによって船体延長が実行に移された。船体を中央部で分割し、40mのブロックが挿入された。これに加えて煙突とレーダーマストはキール運河の航行のために起倒式とされた。改造が行われ総トン数50,764t、船客定員2,156人となったドリームウォードは、ノルウェージャン・ドリームと改名された。
2022 Alang https://cruiseindustrynews.com/cruise-news/2022/11/former-star-cruises-ships-sail-to-alang-for-scrapping/
| 要目         | ドリームウォード | ノルウェージャン・ドリーム                   | スーパースター・ジェミナイ |
| ------------ | ---------------- | -------------------------------------------- | -------------------------- |
| 総トン数     | 39,172t          | 50,764t                                      | 50,764t                    |
| 載貨重量トン | 5,589t           | 6,731t                                       | 6,731t                     |
| 全長         | 190.4m           | 229.84m                                      | 229.84m                    |
| 全幅         | 28.8m            | 32.1m                                        | 32.1m                      |
| 吃水         | 6.8m             | 7m                                           | 7m                         |
| 速力         | 最大21ノット     | 巡航18ノット、最大20ノット                   | 巡航18ノット、最大20ノット |
| 船客定員     | 1246人           | 1750人（2段寝台は下段のみ） 2156人（全寝台） | 1576人                     |
| 客室         |                  | 765                                          | 766                        |
| 乗員         |                  | 700人                                        | 700人                      |

改造後、ヨーロッパ周遊航路に就航、1999年8月24日にはベルギーのゼーブルッヘ港からイギリスのドーバーへの航行中、コンテナ船エバー・ディセント（Ever Decent）と衝突事故を起こし船首が損傷したが、ドーバーまで自力で航行した。この事故で乗客20人以上が軽傷を負った。エバー・ディセントは火災が発生し、有毒ガスが発生したが、30日には消火されている。。この事故による死者は出なかったものの、アメリカ合衆国では他国船籍のクルーズ船に対する管理と安全性に対する批判が一部で起こった。事故後、ロイド・ヴェルフトにて修理が行われた。
2004年、所有者が親会社であるスタークルーズに変更された。これは、売却かスタークルーズへの移籍を前提としたものであった。2007年12月10日、ウルグアイのモンテビデオを出港する際にバージと衝突した。ノルウェージャン・ドリームは水線上に軽微な損傷を被り、バージからはコンテナ5個と車数台が落下、モンテビデオ港がしばらく閉鎖される事態となった。
インターナショナル・シッピング・パートナーズも興味を示していたが、2008年4月23日、1億6200万ドルで合意したノルウェージャン・マジェスティと共にキプロスのルイス・クルーズ・ラインズへ2億1800万ドルで売却されることになった。7月にノルウェージャン・マジェスティを受領していたルイス・クルーズ・ラインズは受領と共に支払いを完了すると予想されていたが、受領中の9月28日にノルウェージャン・ドリームの技術的理由によるものとして契約をキャンセルした。
短期間ギリシャのピレウスに係留され、ついで2011年6月13日にはカラマタへ移動してルイス・クルーズ・ラインズとプルマントゥール・クルーズによる調査を受けた後、ピレウスに戻った。さらに同月、シンガポールへむけて出港。スタークルーズは改装のためドック入りするとした。
2012年9月6日、スタークルーズは5000万ドルを投じて大幅な改修を行うことを発表し、合わせてスーパースター・ジェミナイへの改名を行った。12月28日、シンガポールより改装後初の航海に出発、マレーシアのペナン島クラン港に到着した。2013年1月2日には、クラン港よりクルーズ航海の営業を開始し、同年は2月から3月は三亜市、その後10月までは上海市、その後再度三亜市を母港としてクルーズを行う予定である。

## 船内設備
スーパースター・ジェミナイに改装後は、10層のデッキに766室の客室、定員1532人となった。中華、西洋料理レストラン、ビュッフェ、バー、400m2にも及ぶ免税店をはじめとする設備を備えている。